# Henri Louis Joseph Cochet
Henri Louis Joseph Cochet, né le 2 mai 1748 au Cateau-Cambrésis, mort le 29 janvier 1807 à Douai, est un homme politique de la Révolution française.

## Biographie

### Mandat à la Législative
La France devient une monarchie constitutionnelle en application de la constitution du 3 septembre 1791. 
Le même mois, Henri Cochet, alors administrateur du département du Nord, est élu député du département, le deuxième sur douze, à l'Assemblée nationale législative. 
Il siège sur les bancs de la gauche de l'Assemblée. En février 1792, il vote en faveur de la mise en accusation de Bertrand de Molleville, le ministre de la Marine. En avril, il vote pour que les soldats du régiment de Châteauvieux, qui s'étaient mutinés lors de l'affaire de Nancy, soient admis aux honneurs de la séance. En août, il vote en faveur de la mise en accusation du marquis de La Fayette. 
La monarchie prend fin à l'issue de la journée du 10 août 1792 : les bataillons de fédérés bretons et marseillais et les insurgés des faubourgs de Paris prennent le palais des Tuileries. Louis XVI est suspendu et incarcéré avec sa famille à la tour du Temple. 

### Mandat à la Convention
En septembre 1792, Henri Cochet est réélu député du Nord, le quatrième sur douze, à la Convention nationale. 
Il siège sur les bancs de la Montagne. Lors du procès de Louis XVI, il vote la mort, et rejette l'appel au peuple et le sursis à l'exécution de la peine. Le 13 avril 1793, il est absent lors du scrutin sur la mise en accusation de Jean-Paul Marat. Le 28 mai, il vote contre le rétablissement de la Commission des Douze. 
Après la chute de Robespierre, Henri Cochet siège parmi les « derniers Montagnards » d'après l'historienne Françoise Brunel. Lors de l'insurrection du 12 germinal an III (1er avril 1795), il signe la demande d'appel nominal pour protester contre l’arrestation des anciens membres du Comité de Salut public (Bertrand Barère, Jacques-Nicolas Billaud-Varenne et Jean-Marie Collot d'Herbois). 

### Mandat au Cinq-Cents
Sous le Directoire, en vendémiaire an IV (octobre 1795), il est réélu député et siège au Conseil des Cinq-Cents. Il est tiré au sort pour quitter le Conseil le 1er prairial an VI (le 20 mai 1798). 

## Sources
1. ↑  Laurent, Émile (1819-1897), Mavidal, Jérôme (1825-1896), Pionnier, Constant (1857-1924) et Tonnier, E., « Archives parlementaires de 1787 à 1860, Première série, tome 34, Liste des députés » , sur https://gallica.bnf.fr, 1890 (consulté le 9 juin 2025)
2. ↑  Claveau, Louis, Laurent, Émile (1819-1897), Mavidal, Jérôme (1825-1896) et Pionnier, Constant (1857-1924), « Archives parlementaires de 1787 à 1860, Première série, tome 39, séance du 8 mars 1792 » , sur https://gallica.bnf.fr, 1892 (consulté le 9 juin 2025)
3. ↑  Claveau, Louis, Laurent, Émile (1819-1897), Mavidal, Jérôme (1825-1896) et Pionnier, Constant (1857-1924), « Archives parlementaires de 1787 à 1860, Première série, tome 41, séance du 9 avril 1792 » , sur https://gallica.bnf.fr, 1893 (consulté le 9 juin 2025)
4. ↑  Claveau, Louis, Laurent, Émile (1819-1897), Mavidal, Jérôme (1825-1896) et Pionnier, Constant (1857-1924), « Archives parlementaires de 1787 à 1860, Première série, tome 47, séance du 8 août 1792 » , sur https://gallica.bnf.fr, 1896 (consulté le 9 juin 2025)
5. ↑  Claveau, Louis, Ducom, André Jean (1861-1923), Lataste, Lodoïs (1842-1923) et Pionnier, Constant (1857-1924), « Archives parlementaires de 1787 à 1860, Première série, tome 52, Liste des députés par départements » , sur https://gallica.bnf.fr, 1897 (consulté le 9 juin 2025)
6. ↑  Froullé, Jacques-François (≃1734-1794) et Levigneur, Thomas (≃1747-1794), « Liste comparative des cinq appels nominaux. Faits dans les séances des 15, 16, 17, 18 et 19 janvier 1793, sur le procès et le jugement de Louis XVI [...] » , sur https://gallica.bnf.fr, 1793 (consulté le 9 juin 2025)
7. ↑  Claveau, Louis, Ducom, André Jean (1861-1923), Lataste, Lodoïs (1842-1923) et Pionnier, Constant (1857-1924), « Archives parlementaires de 1787 à 1860, Première série, tome 62, séance du 13 avril 1793 » , sur https://gallica.bnf.fr, 1902 (consulté le 9 juin 2025)
8. ↑  Claveau, Louis, Ducom, André Jean (1861-1923), Lataste, Lodoïs (1842-1923) et Pionnier, Constant (1857-1924), « Archives parlementaires de 1787 à 1860, Première série, tome 65, séance du 28 mai 1793 » , sur https://gallica.bnf.fr, 1904 (consulté le 9 juin 2025)
9. ↑  Françoise Brunel, « Les derniers Montagnards et l'unité révolutionnaire », Annales historiques de la Révolution française, vol. 229, no 1,‎ 1977, p. 385–404 (DOI 10.3406/ahrf.1977.1009, lire en ligne, consulté le 9 juin 2025)
10. ↑  Gazette nationale ou le Moniteur universel n°167, « Conseil des Anciens et Conseil des Cinq-Cents, séance du 15 ventôse an V (5 mars 1797) » , sur https://gallica.bnf.fr, 17 ventôse an 5 (7 mars 1797) (consulté le 9 juin 2025)

- « Henri Louis Joseph Cochet », dans Adolphe Robert et Gaston Cougny, Dictionnaire des parlementaires français, Edgar Bourloton, 1889-1891 [détail de l’édition]